# Adolpho Gordo

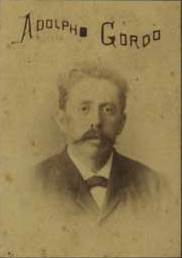
Adolfo Gordo

Adolpho Affonso da Silva Gordo (* 12. August 1858 in Piracicaba, São Paulo; † 29. Juni 1929 in Rio de Janeiro) war ein brasilianischer Politiker, der unter anderem zwischen 1889 und 1890 Präsident von Rio Grande do Norte, von 1906 bis 1914 Mitglied der Abgeordnetenkammer (Câmara dos Deputados do Brasil) sowie zwischen 1913 und seinem Tode 1929 Mitglied des Senats (Senado) war. Nach ihm wurden mehrere Gesetze Lei Adolpho Gordo benannt, darunter ein umstrittenes Pressegesetz aus dem Jahr 1923.

## Leben
Adolpho Affonso da Silva Gordo, Sohn von Antônio José da Silva Gordo und dessen zweiter Ehefrau Ana Blandina de Barros, absolvierte nach dem Besuch des Colégio São Luiz in Itu und des Instituto Santista in Santos ein Studium der Rechtswissenschaften an der Faculdade de Direito de São Paulo, der juristischen Fakultät der heutigen Universidade de São Paulo. Nach seiner anwaltlichen Zulassung war er als Rechtsanwalt tätig. Er fungierte zwischen dem 6. Dezember 1889 und dem 8. Februar 1890 als Präsident von Rio Grande do Norte. Danach war er von 1891 bis 1892 Ratsherr (Vereador) von São Paulo und wurde zugleich 1891 Mitglied der Abgeordnetenkammer (Provincial e da Câmara Geral), der heutigen Câmara dos Deputados do Brasil, der er als Vertreter des Bundesstaates São Paulo bis 1902 angehörte.
1906 wurde Gordo Mitglied der Abgeordnetenkammer (Câmara dos Deputados do Brasil) und vertrat in dieser bis 1914 wiederum den Bundesstaat São Paulo. Am 7. Januar 1907 trat das Decreto Nº 1.641 in Kraft, das nach ihm Lei Adolpho Gordo benannt wurde. Dieses sah vor, dass ein Ausländer, der aus irgendeinem Grund die nationale Sicherheit oder die öffentliche Ruhe gefährdet, aus einem Teil oder dem gesamten Staatsgebiet ausgewiesen werden konnte. Dieses Gesetz enthielt mehrere Ausweisungsgründe wie Verurteilungen wegen Verbrechen und Vergehen durch in- und ausländische Gerichte, aber auch Landstreicherei, Betteln und Zuhälterei, wobei eine Ausweisung nicht möglich war, wenn man sich länger als zwei Jahre in Brasilien aufgehalten hatte, mit einem brasilianischen Staatsangehörigen verheiratet oder Elternteil eines brasilianischen Kindes war.
Er wurde 1913 Mitglied des Senats (Senado) und gehörte diesem als Vertreter des Bundesstaates São Paulo von der 29. Legislaturperiode bis zu seinem Tode in der 34. Legislaturperiode an.
In dieser Zeit beschloss der Nationalkongress (Congresso Nacional) am 31. Oktober 1923 das Gesetz zur Regelung der Pressefreiheit und anderer Maßnahmen (Lei de Imprensa), welches nach ihm als Berichterstatter im Senat wiederum Lei Adolpho Gordo benannt wurde. Aufgrund der politischen Instabilität und des damaligen Zustandes enthielt es Mechanismen zur Einschränkung für Journalisten und Presse, so dass das Gesetz tatsächlich als Hauptziel Anarchisten und Kommunisten hatte. Das Gesetz enthielt eine Theorie der gesamtschuldnerischen Haftung, die die gesetzgeberische Tradition der sukzessiven Haftung für Pressedelikte und Vorzensur ersetzte. Die Verabschiedung dieses Gesetzes wiederum fand in einer Atmosphäre des Aufruhrs und ohne die Mindestgarantien einer breiten, offenen und durchdachten Gesetzgebungsdiskussion statt, wodurch historische Fehler wiederholt werden. In seinen 37 Artikeln brachte es die Sonderhaftstrafe für rechtsverletzende Journalisten ein und befasste sich vor allem mit Verantwortlichkeiten, Strafen und dem Prozess, so dass der Strafrechtler Evaristo de Morais es das „Gesetz gegen die Presse“ (Lei Contra a Imprensa) nannte.

## Veröffentlichungen
- Lei de Imprensa. Discursos Pronunciados no Senado Federal, Rio de Janeiro, Imprensa Nacional, 1924
- Reforma Constitucional. Pareceres e discursos, Rio de Janeiro, Imprensa Nacional, 1926

## Hintergrundliteratur
- Tarcísio Medeiros: O governo do Dr. Adolfo Affonso da Silva Gordo. A República e as secas no Rio Grande do Norte, Natal, Pró-Reitoria de Pesquisas e Pós-Graduação, Programa de Estudo „A Problemática da Seca no Rio Grande do Norte“, 1984
- Alice Beatriz da Silva Gordo Lang: Adolpho Gordo, senador da Primeira República. Representação e sociedade, Brasília, Senado Federal, Centro Gráfico, 1989
- Alice Beatriz da Silva Gordo Lang: Gordo, Adolfa. Hrsg.: Centro de Pesquisa e Documentação de História Contemporânea do Brasil. 2019 (brasilianisches Portugiesisch, fgv.br [PDF; 28 kB]).